# Онещак Олег Анатолійович
Олег Анатолійович Онещак — український митець; актор академічного театру імені Леся Курбаса та викладач львівської «Школи вільних і небайдужих».
Засновник домашнього дитячого театру-студії «Золотий Клубок», громадської організації «Дитячий центр сучасного мистецтва „АГОВ“» та «Львівської галереї сценографії».
Організатор фестивалю «Львівське театральне квадрієнале».

## Життєпис
Народився у невеличкому містечку у Волинській області Торчин. У 2009 році закінчив ЛНУ імені Івана Франка (факультет культури і мистецтв, акторський курс Володимира Кучинського). У 2012—2016 рр. тут викладав на факультеті культури і мистецтв.
На сцені з 2008 року.

### Вистави
- 2008 — Федр, «Хвала Еросу» за філософським твором Платона «Бенкет»
- 2008 — Батько, «Чотири, як рідні брати» за Марією Матіос
- 2009 — Кавалер, «Господиня Z» Карло Ґольдоні
- 2009 — Сабо, Юда, «Апокрифи» за Лесею Українкою
- 2009 — Лікар, Фотограф, «Де поділася душа?» за Луїджі Піранделло та Богданом Ігорем Антоничем
- 2009 — «Формули Екстази» за поезіями Богдана Ігоря Антонича
- 2009 — Павлюк, Джованфранческо Рустичі «Сад нетанучих скульптур» Ліна Костенко
- 2010 — Едмунд, Регана, «Король Лір» за Вільямом Шекспіром
- 2011 — Перелесник, «Лісова пісня» за Лесею Українкою
- 2013 — Не Хор, «Так казав Заратустра» за Ніцше/КЛІМом
- 2013 — «Диплом» Сашко Брама, Львів
- 2016 — Еродій, «Благодарний Еродій» Григорій Сковородою
- 2016 — Леонт, «Зимова казка» Вільям Шекспір
- 2016 — Міс Фоксгіл, Сестра Фелісіті, «Раптом минулого літа» за Теннесі Вільямсом
- 2017 — Северин Криця, Меланія, Князівна Сусанна, «Впольована пристрасть, або Підслухані пісні княжого саду» Галина Листвак, Ольга Ренн
- 2018 — Пато Дулі, «Королева краси» Мартін МакДонах.

### Фільмографія
- 2013 — Павло, «З акордеоном до Парижу», режисер — Юрій Леута
- 2014 — Тарас Шевченко, «І я так жив», режисер — Олександр Денисенко
- 2018 — «Індіанець», «Позивний Бандерас», режисер — Заза Буадзе